# Ulrich Heß (Archivar)
Ulrich Willy Julius Helmut Heß (* 16. Juni 1921 in Sonneberg; † 10. Dezember 1984 in Weimar) war ein deutscher Archivar und Landeshistoriker.

## Leben
Der älteste Sohn des 1938 verstorbenen praktischen Arztes Artur Heß und dessen Ehefrau Helene, geb. Ullrich, studierte ab 1940  an der Universität Jena in  Geschichte, Germanistik und Geographie und ab 1941 an der Universität Würzburg. Ab 1954 war er wissenschaftlicher Mitarbeiter des Staatsarchivs Weimar. Als erster „Externer“ unter den Diplomarchivaren der DDR legte er am 29. Oktober 1957 die Staatsprüfung für den wissenschaftlichen Archivdienst in Form einer Sonderprüfung am Institut für Archivwissenschaft (Potsdam) ab.